# 長居駅
長居駅（ながいえき）は、大阪府大阪市住吉区長居東四丁目にある、西日本旅客鉄道（JR西日本）・大阪市高速電気軌道 (Osaka Metro) の駅である。JR西日本の駅番号はJR-R24。Osaka Metroの駅番号はM26。
JR西日本の駅は特定都区市内制度における「大阪市内」に属している。

## 歴史
- 1929年（昭和4年）7月18日：阪和電気鉄道が阪和天王寺駅（現在の天王寺駅） - 和泉府中駅間で開業した際に、臨南寺前駅（りんなんじまええき）として設置[1]。
- 1934年（昭和9年）3月31日：売店新設願届出[2]。
- 1937年（昭和12年）下半期：側線増設[3]。
- 1940年（昭和15年）12月1日：南海鉄道への吸収合併により、同鉄道山手線の駅となる[4]。
- 1944年（昭和19年）5月1日：戦時買収により国有化され、運輸通信省（後の日本国有鉄道）阪和線の駅となる[4]。同時に長居駅へ改称。
- 1960年（昭和35年）7月1日：大阪市営地下鉄1号線（現在のOsaka Metro御堂筋線）の西田辺駅 - 我孫子駅間延伸により、同線の長居駅が開業[5]。
- 1961年（昭和36年）10月1日：国鉄の駅が貨物の取り扱いを廃止[1]。
- 1985年（昭和60年）3月14日：国鉄の駅が荷物の扱いを廃止[1]。
- 1987年（昭和62年）4月1日：国鉄分割民営化により、国鉄の駅が西日本旅客鉄道（JR西日本）の駅となる[1][4]。
- 1993年（平成5年）7月1日：阪和線運行管理システム（初代）導入。
- 1998年（平成10年）5月19日：自動改札機を設置し、供用開始[6]。
- 2003年（平成15年）11月1日：JR西日本でICカード「ICOCA」の利用が可能となる[7]。
- 2004年（平成16年）10月16日：上り線が高架ホームに移行[8][9]。
- 2006年（平成18年）
  - 2月1日：大阪市交通局でICカード「PiTaPa」の利用が可能となる。
  - 5月21日：下り線が高架ホームに移行[4][10]。
- 2013年（平成25年）9月28日：阪和線運行管理システムを2代目のものに更新。
- 2015年（平成27年）
  - 3月8日：JR西日本のみどりの窓口の営業を終了。
  - 3月9日：みどりの券売機プラスが稼働。
- 2018年（平成30年）
  - 3月17日：JR西日本に駅ナンバリングが導入され、使用を開始する。
  - 4月1日：大阪市交通局の民営化により、御堂筋線の駅は大阪市高速電気軌道 (Osaka Metro) の駅となる。
- 2021年（令和3年）6月26日：御堂筋線のホームで可動式ホーム柵の使用を開始[11]。

## JR西日本
相対式ホーム2面2線を有する高架駅で、分岐器や絶対信号機がない停留所になった。有効長は6両編成分。改札口は1ヵ所のみ。
かつては島式ホーム2面4線をもつ地上駅で有効長は6両編成分、待避停車を行う特急列車も6両編成分までだった。普通電車が快速電車や特急列車の待避を行っていたが、高架化完成後は電車の待避設備は隣の鶴ケ丘駅に移された。また、駅の和歌山寄りに渡り線が設けられていた。かつての地上時代は、駅の南側を長居公園通・駅北側の道路やそのさらに北側はあびこ筋を阪和線が横断する形であり、かつ昭和後期以降の阪和線はダイヤグラムが過密気味であるため、朝夕のラッシュアワーには駅近辺の踏切は「開かずの踏切」となり渋滞の原因ともなっていた。中には時間を焦るあまりに登校・出社する者が遮断機をくぐった結果、列車に撥ねられる事故が過去には幾度も発生した。そうした事故や交通混雑緩和などを解消する意味で地元からの要望も多かったことから高架化工事が実施され、2006年5月の工事完了をもって駅周辺の踏切は消滅した。
堺市駅が管理し、JR西日本交通サービスが駅業務を受託する業務委託駅である。駅業務は高架化完成と同時に委託された。ICカード「ICOCA」を利用することができる（相互利用可能ICカードはICOCAの項を参照）。

### のりば
| のりば | 路線   | 方向 | 行先                     |
| ------ | ------ | ---- | ------------------------ |
| 1      | 阪和線 | 下り | 鳳・関西空港・和歌山方面 |
| 2      | 阪和線 | 上り | 天王寺・大阪方面         |

- 高架化駅舎開業の際に、通過列車用の入線メロディが別の新しいものに変更されたが、元のメロディに戻された（南田辺駅・我孫子町駅も同様）。

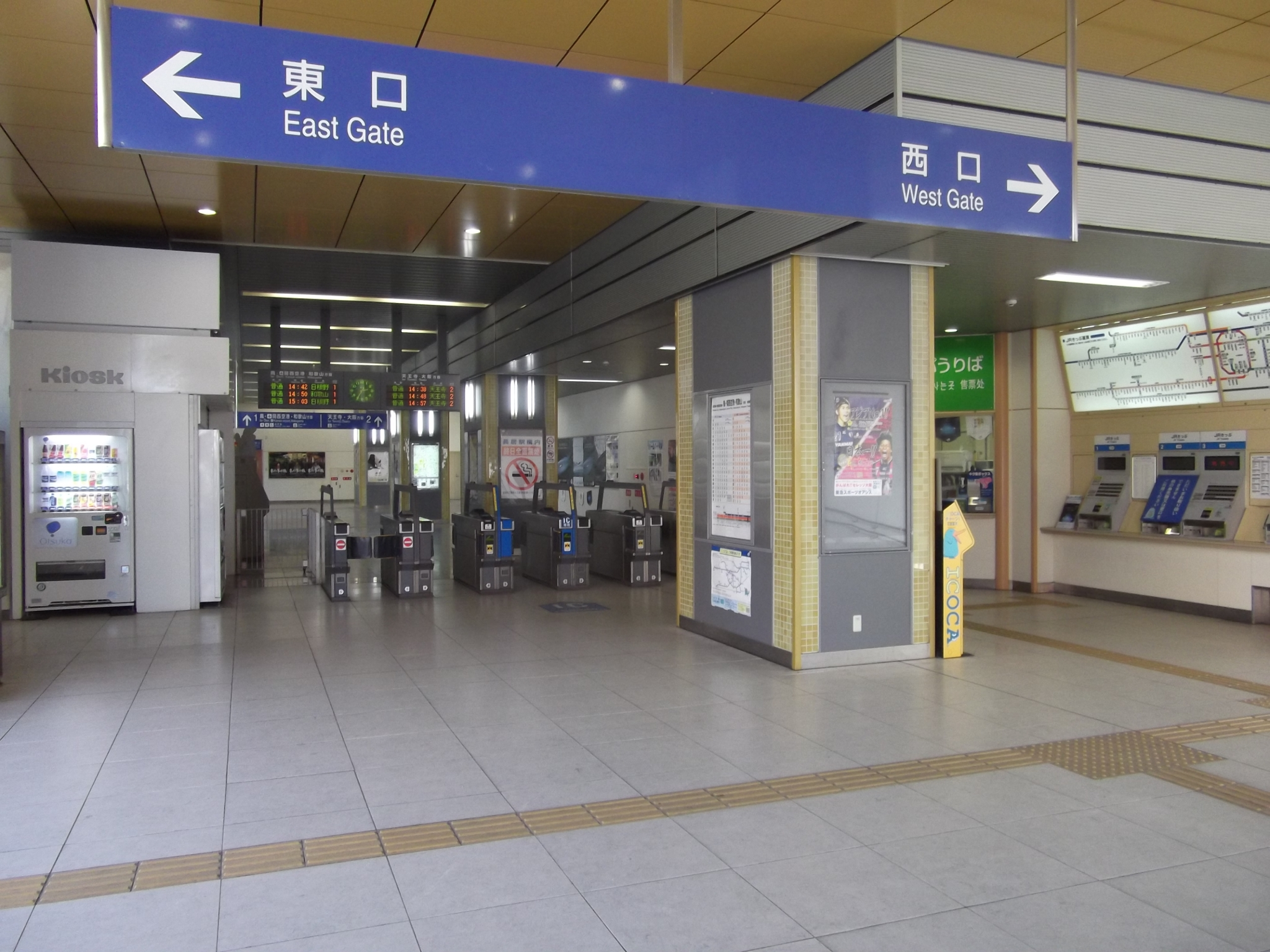
改札口（2011年2月）
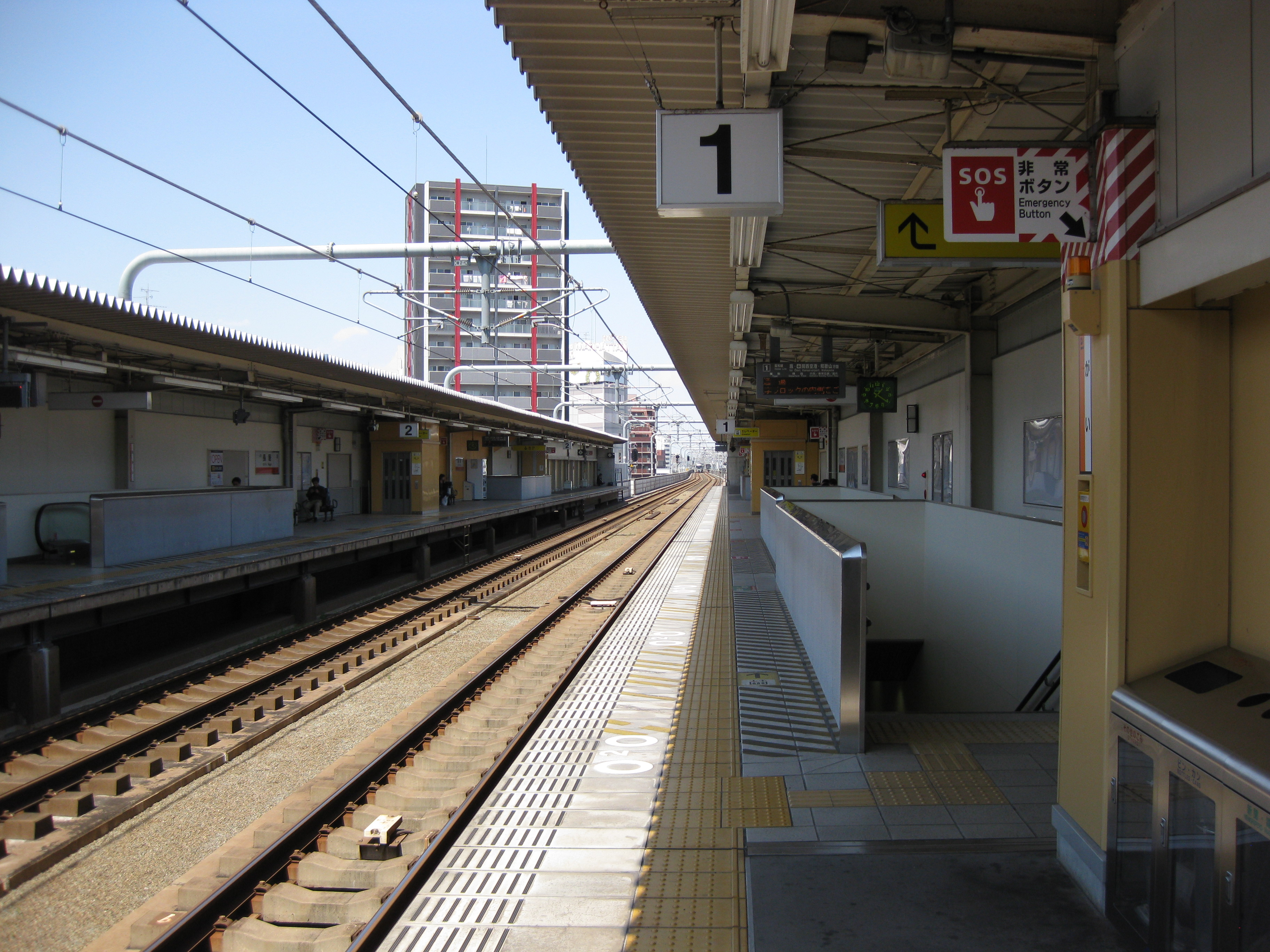
プラットホーム（2016年5月）

## Osaka Metro
相対式ホーム2面2線を有する地下駅である。長居公園および長居陸上競技場（ヤンマースタジアム長居）・長居球技場（ヨドコウ桜スタジアム）などで行われるJリーグ主催試合・FIFA（国際サッカー連盟）主催サッカー国際試合やスポーツ大会ほか各種イベント開催時の混雑に対応するため、ホーム幅が他の駅より広くとられている。改札口は、南北の2ヶ所に設けられている。なおJR西日本阪和線長居駅との乗り換えでは、北側改札の利用が至便である（西側2号出入口から西へ100 m）。男女別便所と多機能トイレは、北改札口側は改札外に・南改札口側は改札内に設けられている。
当駅は天王寺管区駅に所属しており、駅長が配置され、当駅とあびこ駅を管轄している。ICカードPiTaPaを利用することができる。（相互利用可能ICカードはPiTaPaの項を参照）。

### のりば
| 番線 | 路線     | 行先                               |
| ---- | -------- | ---------------------------------- |
| 1    | 御堂筋線 | あびこ・なかもず方面               |
| 2    | 御堂筋線 | 天王寺・なんば・梅田・箕面萱野方面 |

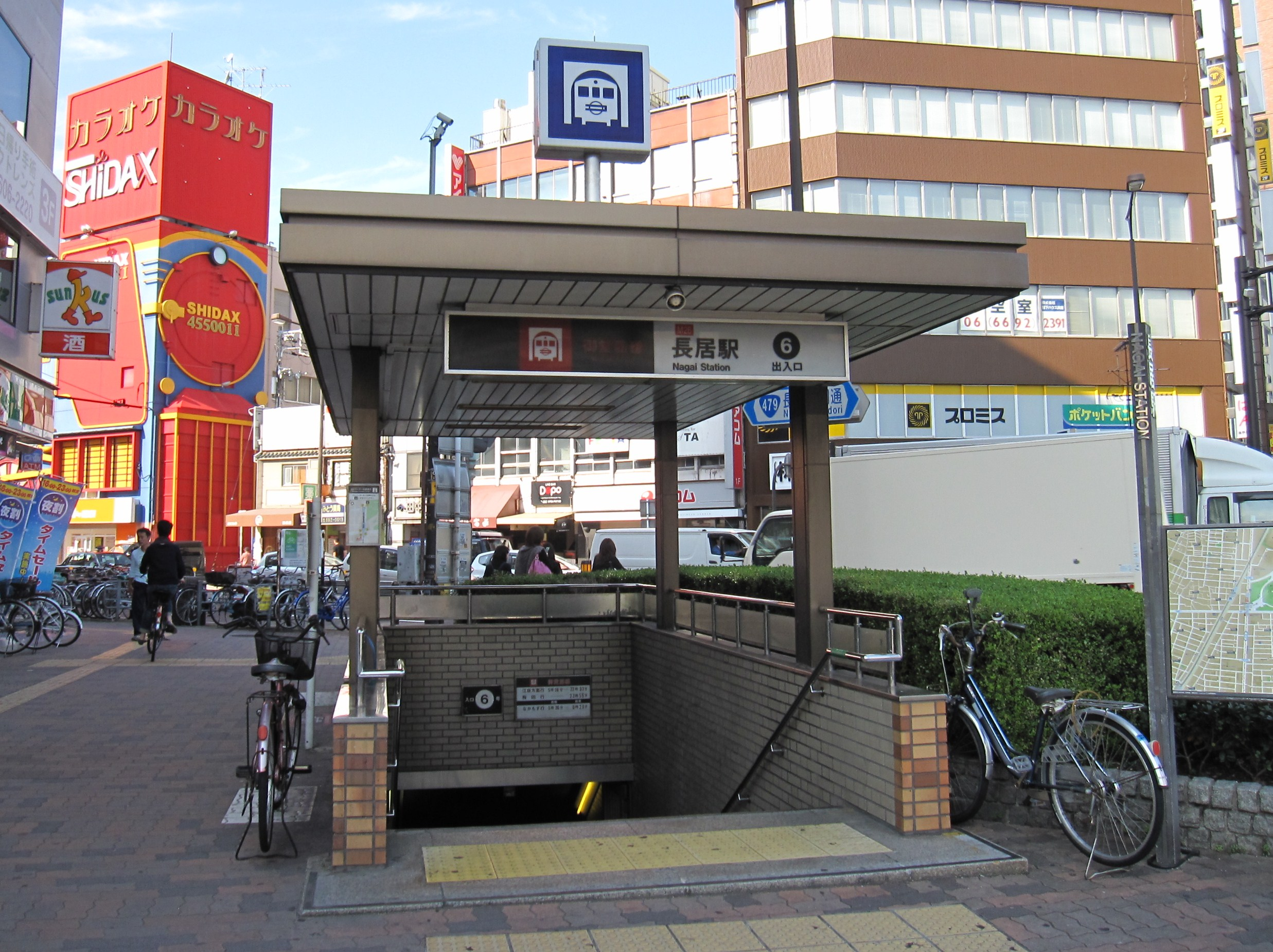
6号出入口（大阪市営当時）
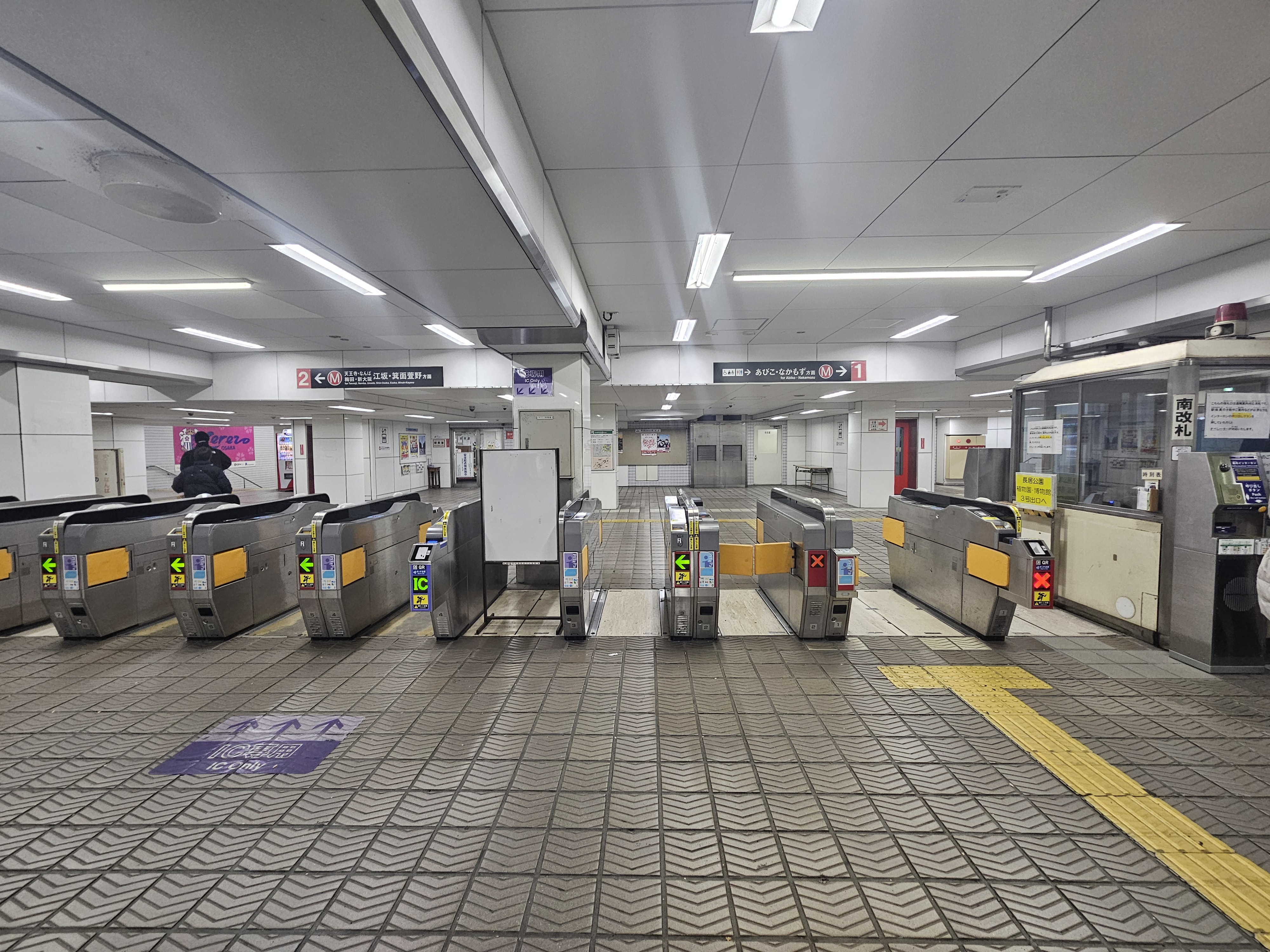
南改札（2024年12月）
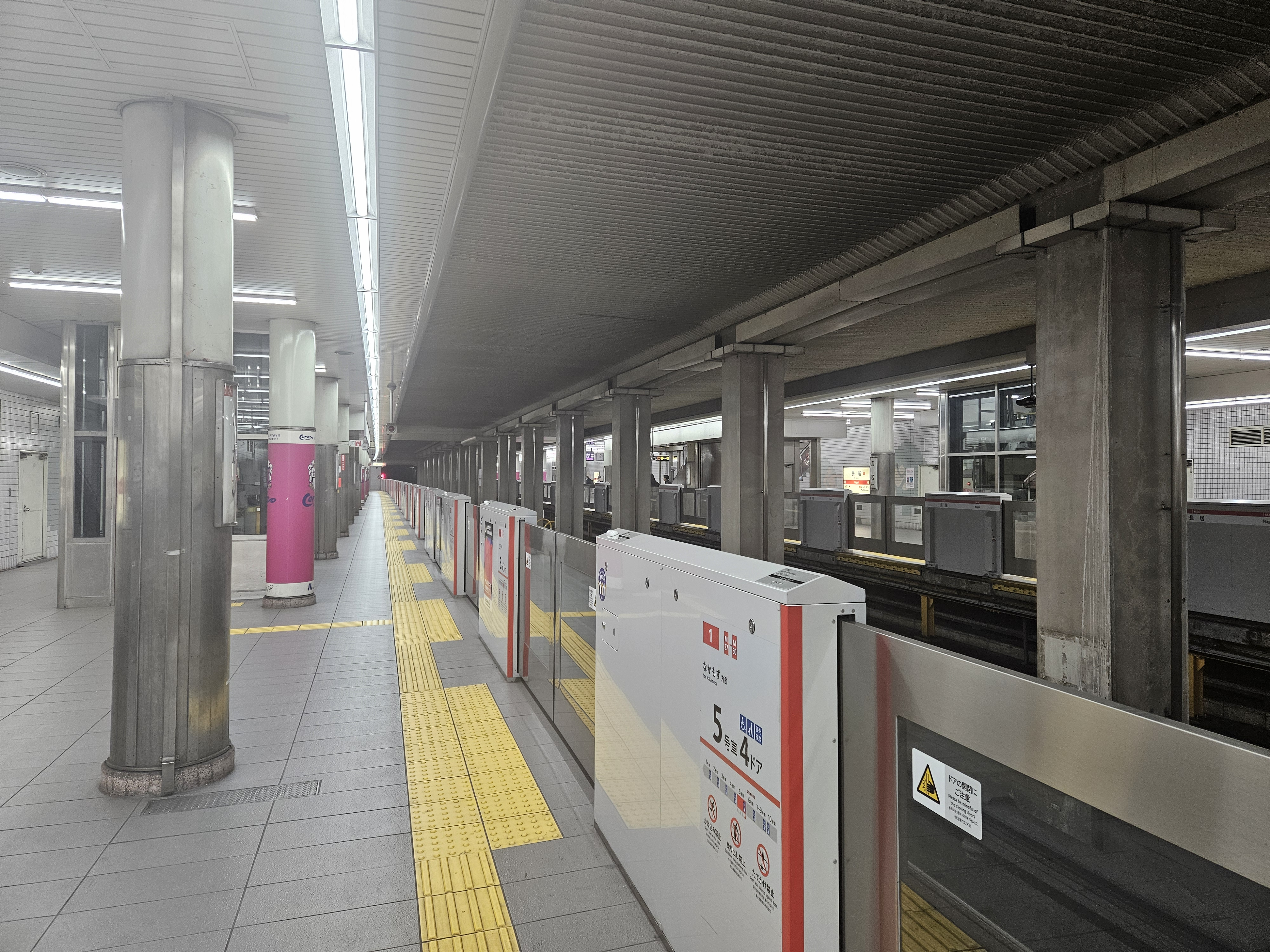
プラットホーム（2024年12月）

### 出口
| 出口番号 | 出口周辺                                                | 接続改札 | 備考             |
| -------- | ------------------------------------------------------- | -------- | ---------------- |
| 1        | 長居公園・競技場・植物園・自然史博物館                  | 北改札   | エレベーターあり |
| 2        | JR阪和線長居駅                                          | 北改札   |                  |
| 3        | 長居公園・競技場・植物園・自然史博物館 シティバスのりば | 南改札   |                  |
| 4        | シティバスのりば                                        | 南改札   |                  |
| 5        |                                                         | 南改札   | エレベーターあり |
| 6        |                                                         | 南改札   |                  |

## 利用状況

### JR西日本
2023年（令和5年）度の一日平均乗車人員は4,609人である。各年度の1日の平均乗車人員は以下の通りである。
| 年度               | 1日平均 乗車人員 | 出典          |
| ------------------ | ---------------- | ------------- |
| 1988年（昭和63年） | 5,075            | [ 大阪府 1 ]  |
| 1989年（平成元年） | 5,101            | [ 大阪府 1 ]  |
| 1990年（平成02年） | 5,013            | [ 大阪府 2 ]  |
| 1991年（平成03年） | 5,082            | [ 大阪府 3 ]  |
| 1992年（平成04年） | 5,276            | [ 大阪府 4 ]  |
| 1993年（平成05年） | 5,482            | [ 大阪府 5 ]  |
| 1994年（平成06年） | 5,494            | [ 大阪府 6 ]  |
| 1995年（平成07年） | 5,540            | [ 大阪府 7 ]  |
| 1996年（平成08年） | 5,418            | [ 大阪府 8 ]  |
| 1997年（平成09年） | 5,243            | [ 大阪府 9 ]  |
| 1998年（平成10年） | 5,132            | [ 大阪府 10 ] |
| 1999年（平成11年） | 5,030            | [ 大阪府 11 ] |
| 2000年（平成12年） | 5,103            | [ 大阪府 12 ] |
| 2001年（平成13年） | 5,252            | [ 大阪府 13 ] |
| 2002年（平成14年） | 5,238            | [ 大阪府 14 ] |
| 2003年（平成15年） | 5,434            | [ 大阪府 15 ] |
| 2004年（平成16年） | 5,455            | [ 大阪府 16 ] |
| 2005年（平成17年） | 5,309            | [ 大阪府 17 ] |
| 2006年（平成18年） | 5,187            | [ 大阪府 18 ] |
| 2007年（平成19年） | 5,363            | [ 大阪府 19 ] |
| 2008年（平成20年） | 5,279            | [ 大阪府 20 ] |
| 2009年（平成21年） | 5,236            | [ 大阪府 21 ] |
| 2010年（平成22年） | 5,311            | [ 大阪府 22 ] |
| 2011年（平成23年） | 5,353            | [ 大阪府 23 ] |
| 2012年（平成24年） | 5,452            | [ 大阪府 24 ] |
| 2013年（平成25年） | 5,448            | [ 大阪府 25 ] |
| 2014年（平成26年） | 5,382            | [ 大阪府 26 ] |
| 2015年（平成27年） | 5,499            | [ 大阪府 27 ] |
| 2016年（平成28年） | 5,420            | [ 大阪府 28 ] |
| 2017年（平成29年） | 5,375            | [ 大阪府 29 ] |
| 2018年（平成30年） | 5,546            | [ 大阪府 30 ] |
| 2019年（令和元年） | 5,418            | [ 大阪府 31 ] |
| 2020年（令和02年） | 4,239            | [ 大阪府 32 ] |
| 2021年（令和03年） | 4,312            | [ 大阪府 33 ] |
| 2022年（令和04年） | 4,578            | [ 大阪府 34 ] |
| 2023年（令和05年） | 4,609            | [ 大阪府 35 ] |

### Osaka Metro
2024年11月12日の1日乗降人員は34,594人（乗車人員：17,478人、降車人員：17,116人）であり、御堂筋線の駅では20駅中15位（他線と合算しない単独駅では第9位）。天王寺駅以南の御堂筋線の駅では隣のあびこ駅とほぼ同数である。
各年度の特定日利用状況は下表の通り。なお1969・1995年度の記録については、それぞれ1970・1996年に行われた調査である（会計年度上、表中に記載の年度となる）。
| 年度               | 調査日   | 乗車人員 | 降車人員 | 乗降人員 | 出典          | 出典          |
| 年度               | 調査日   | 乗車人員 | 降車人員 | 乗降人員 | メトロ        | 大阪府        |
| ------------------ | -------- | -------- | -------- | -------- | ------------- | ------------- |
| 1966年（昭和41年） | 11月08日 | 14,954   | 13,173   | 28,127   |               | [ 大阪府 36 ] |
| 1967年（昭和42年） | 11月14日 | 14,425   | 13,460   | 27,885   |               | [ 大阪府 37 ] |
| 1968年（昭和43年） | 11月12日 | 15,460   | 13,879   | 29,339   |               | [ 大阪府 38 ] |
| 1969年（昭和44年） | 01月27日 | 15,009   | 14,960   | 29,969   |               | [ 大阪府 39 ] |
| 1970年（昭和45年） | 11月06日 | 20,245   | 18,767   | 39,012   |               | [ 大阪府 40 ] |
| 1972年（昭和47年） | 11月14日 | 19,286   | 17,559   | 36,845   |               | [ 大阪府 41 ] |
| 1975年（昭和50年） | 11月07日 | 21,783   | 20,842   | 42,625   |               | [ 大阪府 42 ] |
| 1977年（昭和52年） | 11月18日 | 21,105   | 19,989   | 41,094   |               | [ 大阪府 43 ] |
| 1981年（昭和56年） | 11月10日 | 17,604   | 16,642   | 34,246   |               | [ 大阪府 44 ] |
| 1985年（昭和60年） | 11月12日 | 17,098   | 16,966   | 34,064   |               | [ 大阪府 45 ] |
| 1987年（昭和62年） | 11月10日 | 19,802   | 19,338   | 39,140   |               | [ 大阪府 46 ] |
| 1990年（平成02年） | 11月06日 | 17,860   | 17,279   | 35,139   |               | [ 大阪府 2 ]  |
| 1995年（平成07年） | 02月15日 | 15,307   | 15,626   | 30,933   |               | [ 大阪府 7 ]  |
| 1998年（平成10年） | 11月10日 | 16,032   | 14,688   | 30,720   |               | [ 大阪府 10 ] |
| 2007年（平成19年） | 11月13日 | 16,478   | 15,788   | 32,266   |               | [ 大阪府 19 ] |
| 2008年（平成20年） | 11月11日 | 16,451   | 16,008   | 32,459   |               | [ 大阪府 20 ] |
| 2009年（平成21年） | 11月10日 | 15,571   | 14,961   | 30,532   |               | [ 大阪府 21 ] |
| 2010年（平成22年） | 11月09日 | 15,432   | 14,774   | 30,206   |               | [ 大阪府 22 ] |
| 2011年（平成23年） | 11月08日 | 15,465   | 14,974   | 30,439   |               | [ 大阪府 23 ] |
| 2012年（平成24年） | 11月13日 | 15,118   | 14,554   | 29,672   |               | [ 大阪府 24 ] |
| 2013年（平成25年） | 11月19日 | 15,639   | 15,252   | 30,891   | [ メトロ 1 ]  | [ 大阪府 25 ] |
| 2014年（平成26年） | 11月11日 | 15,624   | 15,326   | 30,950   | [ メトロ 2 ]  | [ 大阪府 26 ] |
| 2015年（平成27年） | 11月17日 | 15,729   | 15,239   | 30,968   | [ メトロ 3 ]  | [ 大阪府 27 ] |
| 2016年（平成28年） | 11月08日 | 15,511   | 15,054   | 30,565   | [ メトロ 4 ]  | [ 大阪府 28 ] |
| 2017年（平成29年） | 11月14日 | 15,915   | 15,460   | 31,375   | [ メトロ 5 ]  | [ 大阪府 29 ] |
| 2018年（平成30年） | 11月13日 | 16,792   | 16,284   | 33,076   | [ メトロ 6 ]  | [ 大阪府 30 ] |
| 2019年（令和元年） | 11月12日 | 17,088   | 16,621   | 33,709   | [ メトロ 7 ]  | [ 大阪府 31 ] |
| 2020年（令和02年） | 11月10日 | 14,738   | 14,198   | 28,936   | [ メトロ 8 ]  | [ 大阪府 32 ] |
| 2021年（令和03年） | 11月16日 | 15,027   | 14,708   | 29,735   | [ メトロ 9 ]  | [ 大阪府 33 ] |
| 2022年（令和04年） | 11月15日 | 16,136   | 15,717   | 31,853   | [ メトロ 10 ] | [ 大阪府 34 ] |
| 2023年（令和05年） | 11月07日 | 17,124   | 16,832   | 33,956   | [ メトロ 11 ] | [ 大阪府 35 ] |
| 2024年（令和06年） | 11月12日 | 17,478   | 17,116   | 34,594   | [ メトロ 12 ] |               |

## 駅周辺

### 長居公園
公園自体は地下鉄の駅と接しているが広大であるため、長居スタジアム（ヤンマースタジアム長居）など競技施設は鶴ケ丘駅の方が近い。

### 学校
- 大阪学芸高等学校・附属中学校
- 大阪学芸中等教育学校
- 大阪市立我孫子中学校
- 大阪市立長居小学校

### 社寺
- 神須牟地神社
- 瀧光寺
- 臨南寺

### 商業施設・金融機関
- ライフ長居店
- スーパーサンコー長居店
- 関西スーパー 長居店
- 長居本通り商店会
- 長居パークホテル
- 池田泉州銀行長居支店（旧・泉州銀行店舗）
- 北おおさか信用金庫長居支店
- 日本郵便
  - 住吉長居郵便局
  - 住吉長居四郵便局
  - 住吉長居東郵便局

## バス路線
大阪シティバス・大阪市高速電気軌道（BRT）の路線が発着する。
地下鉄長居
- 4号系統：出戸バスターミナル / 地下鉄住之江公園
- 24号系統：南長居 / 住吉車庫前
- BRT1（いまざとライナー）：JR長居駅前 / 神路公園

JR長居駅前
- BRT1（いまざとライナー）：神路公園

長居西二丁目
- 4号系統：出戸バスターミナル / 地下鉄住之江公園
- 24号系統：南長居 / 住吉車庫前

## 隣の駅
西日本旅客鉄道（JR西日本）
 阪和線
■関空快速・■紀州路快速・■快速・■直通快速・■区間快速
通過
■普通
鶴ケ丘駅 (JR-R23) - 長居駅 (JR-R24) - 我孫子町駅 (JR-R25)
大阪市高速電気軌道 (Osaka Metro)
 御堂筋線
西田辺駅 (M25) - 長居駅 (M26) - あびこ駅 (M27)
- ( ) 内は駅番号を示す。

なお、御堂筋線長居駅と交差する形でOsaka Metro敷津長吉線（9号線）の新駅が設置される計画があるが、2020年現在では未着手である。

### 記事本文

### 利用状況
1. 1 2  大阪府統計年鑑 - 大阪府
2. 1 2  大阪市統計書 - 大阪市
3. ↑  路線別駅別乗降人員 - 大阪市高速電気軌道

#### 大阪市高速電気軌道
1. ↑  路線別乗降人員 （2013年11月19日（火）交通調査） (PDF)
2. ↑  路線別乗降人員 （2014年11月11日（火）交通調査） (PDF)
3. ↑  路線別乗降人員 （2015年11月17日（火）交通調査） (PDF)
4. ↑  路線別乗降人員 （2016年11月8日（火）交通調査） (PDF)
5. ↑  路線別乗降人員 （2017年11月14日（火）交通調査） (PDF)
6. ↑  路線別乗降人員 （2018年11月13日（火）交通調査） (PDF)
7. ↑  路線別乗降人員 （2019年11月12日（火）交通調査） (PDF)
8. ↑  路線別乗降人員 （2020年11月10日（火）交通調査） (PDF)
9. ↑  路線別乗降人員 （2021年11月16日（火）交通調査） (PDF)
10. ↑  路線別乗降人員 （2022年11月15日（火）交通調査） (PDF)
11. ↑  路線別乗降人員 （2023年11月7日（火）交通調査） (PDF)
12. ↑  路線別乗降人員 （2024年11月12日（火）交通調査） (PDF)

#### 大阪府統計年鑑
1. 1 2  大阪府統計年鑑（平成2年） (PDF)
2. 1 2  大阪府統計年鑑（平成3年） (PDF)
3. ↑  大阪府統計年鑑（平成4年） (PDF)
4. ↑  大阪府統計年鑑（平成5年） (PDF)
5. ↑  大阪府統計年鑑（平成6年） (PDF)
6. ↑  大阪府統計年鑑（平成7年） (PDF)
7. 1 2  大阪府統計年鑑（平成8年） (PDF)
8. ↑  大阪府統計年鑑（平成9年） (PDF)
9. ↑  大阪府統計年鑑（平成10年） (PDF)
10. 1 2  大阪府統計年鑑（平成11年） (PDF)
11. ↑  大阪府統計年鑑（平成12年） (PDF)
12. ↑  大阪府統計年鑑（平成13年） (PDF)
13. ↑  大阪府統計年鑑（平成14年） (PDF)
14. ↑  大阪府統計年鑑（平成15年） (PDF)
15. ↑  大阪府統計年鑑（平成16年） (PDF)
16. ↑  大阪府統計年鑑（平成17年） (PDF)
17. ↑  大阪府統計年鑑（平成18年） (PDF)
18. ↑  大阪府統計年鑑（平成19年） (PDF)
19. 1 2  大阪府統計年鑑（平成20年） (PDF)
20. 1 2  大阪府統計年鑑（平成21年） (PDF)
21. 1 2  大阪府統計年鑑（平成22年） (PDF)
22. 1 2  大阪府統計年鑑（平成23年） (PDF)
23. 1 2  大阪府統計年鑑（平成24年） (PDF)
24. 1 2  大阪府統計年鑑（平成25年） (PDF)
25. 1 2  大阪府統計年鑑（平成26年） (PDF)
26. 1 2  大阪府統計年鑑（平成27年） (PDF)
27. 1 2  大阪府統計年鑑（平成28年） (PDF)
28. 1 2  大阪府統計年鑑（平成29年） (PDF)
29. 1 2  大阪府統計年鑑（平成30年） (PDF)
30. 1 2  大阪府統計年鑑（令和元年） (PDF)
31. 1 2  大阪府統計年鑑（令和2年） (PDF)
32. 1 2  大阪府統計年鑑（令和3年） (PDF)
33. 1 2  大阪府統計年鑑（令和4年） (PDF)
34. 1 2  大阪府統計年鑑（令和5年） (PDF)
35. 1 2  大阪府統計年鑑（令和6年） (PDF)
36. ↑  大阪府統計年鑑（昭和42年） (PDF)
37. ↑  大阪府統計年鑑（昭和43年） (PDF)
38. ↑  大阪府統計年鑑（昭和44年） (PDF)
39. ↑  大阪府統計年鑑（昭和45年） (PDF)
40. ↑  大阪府統計年鑑（昭和46年） (PDF)
41. ↑  大阪府統計年鑑（昭和48年） (PDF)
42. ↑  大阪府統計年鑑（昭和51年） (PDF)
43. ↑  大阪府統計年鑑（昭和53年） (PDF)
44. ↑  大阪府統計年鑑（昭和57年） (PDF)
45. ↑  大阪府統計年鑑（昭和61年） (PDF)
46. ↑  大阪府統計年鑑（昭和63年） (PDF)